# Кузнецов, Эраст Давыдович
Эра́ст Давы́дович (Давидович) Кузнецо́в (род. 29 мая 1933, Тбилиси) — российский учёный, искусствовед, редактор, историк, публицист. Автор публикаций по истории русского искусства XIX—XX веков, книжному искусству.
Член Российской академии художественной критики. Член Ассоциации искусствоведов.

## Биография
В 1956 году окончил исторический факультет Ленинградского университета. После этого постоянно жил и работал в Ленинграде (Санкт-Петербурге).
С 1957 сотрудник Государственной Публичной библиотеки им. М. Е. Салтыкова-Щедрина.
С 1960 редактор нового ленинградского издательства «Художник РСФСР».
В 1969—1979 — художественный редактор ленинградского отделения издательства «Искусство».
Занимается историей русского и советского книжного искусства XX века. Наиболее плодотворно изучает деятельность «Мира искусства», футуристов, «петроградской» оформительской школы и ленинградских художников детской книги 1920—1930-х годов.
В своих работах обосновывает возрождение принципов синтетической книжной графики и переход от нормативной системы оформления книги к функционально обусловленной.

## Признание
- Гуманитарная и книгоиздательская премия «Книжный червь» (2024) — в номинации «Арифметика гармонии».

## Сочинения
Э. Д. Кузнецовым написано более 300 статей и более 10 книг, среди которых наиболее популярной стала биография Нико Пиросмани, неоднократно переиздававшаяся:
- Евгений Иванович Чарушин / Я. Я. Чарнецкий, Э. Д. Кузнецов. — Л.: Художник РСФСР, 1960. — 64 с.
- Художник и книга / Э. Д. Кузнецов. — Л.: Художник РСФСР, 1964. — 80, [8] с. — 5000 экз.
- Вера Игнатьевна Мухина / Э. Д. Кузнецов. — Л.: Художник РСФСР, 1966. — 57 с.
- Цехановский / В. А. Кузнецова, Э. Д. Кузнецов. — Л.: Художник РСФСР, 1973. — 116 с.
- С. М. Пожарский / Э. Д. Кузнецов. — М.: Советский художник, 1974. — 128 с.
- Шрифт. 2 изд. Л., 1975 (совм. с Б. В. Воронецким);
- Пиросмани / Э. Д. Кузнецов. — Л.: Искусство. Ленингр. отд-ние, 1975. — 168 с.
- Фактура как элемент книжного искусства / Э. Д. Кузнецов. — М.: Книга, 1979; 1988.
- Звери и птицы Евгения Чарушина / Э. Д. Кузнецов. — М.: Советский художник, 1983. — 160 с. — (Рассказы о художниках).
- Пиросмани / Э. Д. Кузнецов. Изд. 2-е. — Л.: Искусство. Ленингр. отд-ние, 1984. — 208 с.
- Павел Федотов / Э. Д. Кузнецов. — Л.: Искусство. Ленингр. отд-ние, 1990. — 304 с.
- L'illustrazione del libro per bambini e l'avanguardia russa / Erast Davidovic Kuznecov. Firenze: Cantini, 1991.
- Игорь Шинкар современный художник-график. Сборник работ «Комедия круга» (Вступ. статья) 1997.
- Нико Пиросмани, 1862—1918 / Эраст Кузнецов. — СПб.: Аврора, 2001. — 160, [4] с. — ISBN 5-7300-0697-7.
- Графиня покидает бал: Авторский сборник / Э. Д. Кузнецов. — 2010. — 488 с. — ISBN 978-5-87334-125-2
- Пиросмани: Биография / Э. Д. Кузнецов. — СПб.: Вита Нова, 2012. — 352 с. — ISBN 978-5-93898-388-5.
- Пиросмани / Э. Д. Кузнецов. — М.: Молодая гвардия, 2015. — 240 с. — (Жизнь замечательных людей)

Статьи
- Книжное искусство СССР. Альбом. Т. 2. (Вступ. статья). М., 1990;
- Художник Виктор Бундин